# هندسة الحاسوب

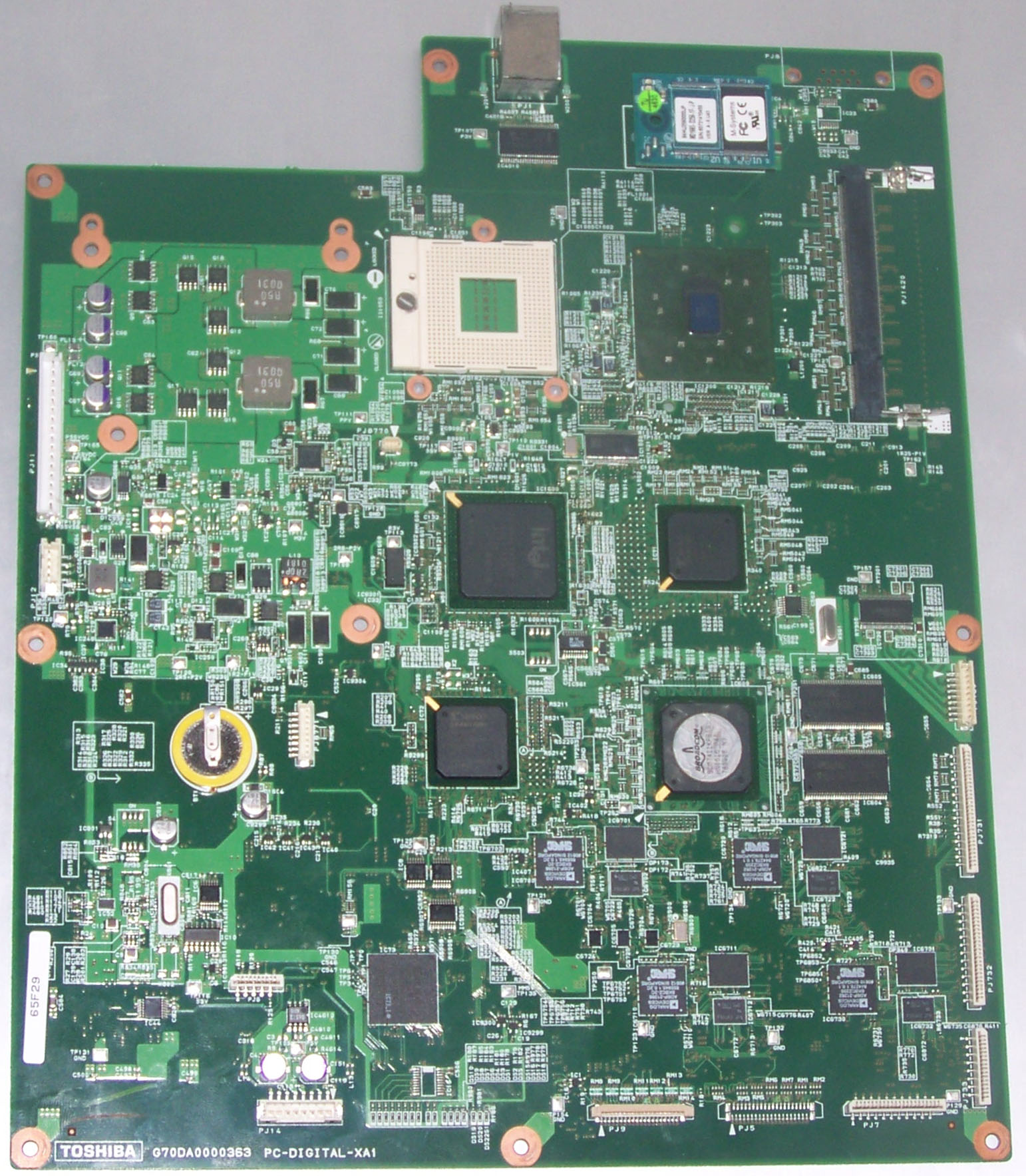
اللوحة الأم المُستخدمة في مشغل أسطوانات الفيديو الرقمية فائقة الدقة، وهي نِتاج جهود هندسة الحاسوب.

هندسة الحاسوب (بالإنجليزية: Computer Engineering) هي فرع من فروع الهندسة، حيثُ تجمع بين مجالاتٍ متعددة من علم الحاسوب وهندسة الإلكترونيات المطلوبة لتطوير أجهزة وبرمجيات الحاسوب. عادةً ما يكون لدى مهندسي الحاسوب تدريبٌ في هندسة الإلكترونيات  أو (هندسة الكهربائيات) وتصميم البرمجيات وتكامل البرمجيات والأجهزة، بدلًا من هندسة البرمجيات أو الهندسة الكهربائية فقط. يُشارك مهندسو الحاسوب في العديد من جوانب الأجهزة والبرمجيات في مجال الحوسبة، بدءً من تصميم وحدات التحكم الدقيقة الفردية والمعالجات الدقيقة والحواسيب الشخصية والحواسيب الفائقة إلى تصميم الدوائر الكهربائية. هذا المجال من الهندسة لا يركز فقط على كيفية عمل أنظمة الحاسوب نَفسها، ولكن أيضًا كيفية دمجها والتعامل معها بشكلٍ أوسع.
تشمل المهام المُعتادة لمهندسي الحاسوب كتابة البرمجيات والبرامج الثابتة للمتحكمات الدقيقة
المضمنة، وتصميم شرائح دارات التكامل الفائقة، وتصميم أجهزة الاستشعار التناظرية، وتصميم لوحات الدوائر المطبوعة مختلطة الإشارات، وتصميم أنظمة التشغيل. كما أن مهندسي الحاسوب يتلائمون أيضًا مع أبحاث الروبوتات، التي تعتمد بشكلٍ كبير على استخدام الأنظمة الرقمية للتحكم في الأنظمة الكهربائية ومراقبتها مثل المحركات والاتصالات وأجهزة الاستشعار.
في العديد من المؤسسات، يُسمح لطلاب هندسة الحاسوب باختيار مجالات الدراسة المُتعمقة في سنتهم الأولى والعليا؛ وذلك لأن نطاق المعرفة الكامل المُستخدم في تصميم وتطبيق أجهزة الحاسوب يتجاوز نطاق درجة البكالوريوس. قد تطلب مؤسساتٌ أخرى من طلاب الهندسة إكمال سنة واحدة أو سنتين من الهندسة العامة قبل اعتبار هندسة الحاسوب التخصص الأساسي لهم.

## التاريخ
بدأت هندسة الحاسوب في عام 1939، وذلك عندما بدأ جون أتاناسوف وكليفورد بيري في تطوير أول حاسوب رقمي إلكتروني في العالم، مُعتمدين على الفيزياء والرياضيات والهندسة الكهربائية. كان جون أتاناسوف مدرسًا للفيزياء والرياضيات في جامعة ولاية آيوا، أما كليفورد بيري كان خريجًا سابقًا في الهندسة الكهربائية والفيزياء. قاما معًا بإنشاء الحاسوب حاسوب أتاناسوف-بيري، والمعروف أيضًا باسم (ABC)، والذي استغرق 5 سنوات لإكمال العمل فيه. في حين تم تفكيك حاسوب ABC الأصلي والتخلص منه في الأربعينات من القرن العشرين، تم تكريم المُخترعين، وتم عمل نسخة طبق الأصل من ABC في عام 1997، حيث استلزم الأمر فريقًا من الباحثين والمهندسين ومدة 4 سنوات وحوالي 350,000 دولارًا لبنائه.

### تاريخ تعليم هندسة الحاسوب
تم إنشاء أول برنامج للحصول على درجة هندسة الحاسوب في الولايات المتحدة عام 1971 في جامعة كيس وسترن ريسرف في كليفلاند، أوهايو. اعتبارًا من عام 2015، أصبح هناك 250 برنامج هندسة حاسب معتمدة من الأكاديمية للهندسة والتكنولوجيا في الولايات المتحدة. في أوروبا، يتم اعتماد كليات هندسة الحاسوب بواسطة مجموعة متنوعة من الوكالات كجزءٍ من الشبكة الأوروبية لضمان جودة التعليم المعلوماتي (EQANIE). نظرًا لزيادة متطلبات العمل للمهندسين الذين يستطيعون في الوقت نفسه تصميم الأجهزة والبرمجيات والبرامج الثابتة وإدارة جميع أشكال أنظمة الحاسوب المستخدمة في الصناعة، تُقدم بعض مؤسسات التعليم العالي في جميع أنحاء العالم درجة البكالوريوس التي تسمى عمومًا هندسة الحاسوب، وتشمل برامج هندسة الحاسوب والهندسة الإلكترونيات والتي تتضمن تصميم الدوائر التناظرية والرقمية. كما هو الحال في معظم التخصصات الهندسية، فإن وجود معرفة سليمة بالرياضيات والعلوم أمرٌ ضروري لمهندسي الحاسوب.

## التعليم
يشار إلى هندسة الحاسوب باسم هندسة وعلوم الحاسوب في بعض الجامعات. تتطلب معظم وظائف هندسة الحاسوب على مستوى المبتدئين على الأقل درجة البكالوريوس في هندسة الحاسوب (أو هندسة وعلوم الحاسوب). عادةً يجب على الشخص أن يتعلم مجموعةً من الرياضيات مثل حساب التفاضل والتكامل، والجبر وحساب المثلثات وبعض دروس علم الحاسوب. في بعض الأحيان يُقْبَل أصحاب الدرجة الجامعية في هندسة الإلكترونيات، وذلك بسبب التشابه بين الحقلين. نظرًا لأن مهندسي الأجهزة يعملون عادةً مع أنظمة برامج الحاسوب، فمن الضروري وجود خلفية قوية في برمجة الحاسوب. وفقًا لمكتب إحصاءات العمل (BLS) فإنَّ «هندسة الحاسوب الرئيسية هي مماثلة للهندسة الكهربائية ولكن مع إضافة بعض دورات علوم الحاسوب إلى المناهج». تتطلب بعض الشركات الكبيرة أو الوظائف المتخصصة درجة الماجستير.
من المهم أيضًا لمهندسي الحاسوب مواكبة التطورات السريعة في التقنية. لذلك، يستمر الكثير منهم في التعلم طوال حياتهم المهنية. هذا يمكن أن يكون مفيدًا، خاصة عندما يتعلق الأمر بتعلم مهارات جديدة أو تحسين المهارات الموجودة. على سبيل المثال، نظرًا لأن التكلفة النسبية لإصلاح خطأ ما تزيد من طولها في دورة تطوير البرامج، يمكن أن يكون هناك توفير كبير في التكاليف وذلك يُعزى إلى تطوير واختبار كود الجودة في أقرب وقت ممكن في العملية، وخاصةً قبل الإطلاق.

## التطبيق والعمل
يوجد تخصصان رئيسيان في هندسة الحاسوب: العتاد الصلب (المكونات المادية) والبرمجيات.

### هندسة المكونات المادية للحاسوب
وفقًا لـBLS، والمستقبل الوظيفي لمهندسي أجهزة الحاسوب، كان النمو المتوقع للعشر سنوات من عام 2014 إلى عام 2024 لهندسة المكونات المادية للحاسوب يقدر بـ 3٪ وكان هناك إجمالي 77,700 وظيفة في نفس العام. («أبطأ من المتوسط» مقارنة بالمهن الأخرى)"، وانخفضت من 7٪ لتقديرات BLS من عام 2012 إلى عام 2022 وأكثر من 9٪ في تقدير BLS لعام 2010 إلى 2020 ". الآن المكونات المادية للحاسوب مساوية إلى حد ما للهندسة الإلكترونية وهندسة الكمبيوتر (ECE) وقسمت إلى العديد من الفئات الفرعية، وأهمها تصميم النظام المضمّن.

### هندسة برمجيات الحاسوب
وفقًا لمكتب الولايات المتحدة لإحصاءات العمل (BLS)، يُتوقع أن يكون مهندسو برمجيات التطبيقات الحاسوبية ومهندسي برمجيات أنظمة الحاسوب من بين المهن المتنامية الأسرع من المتوسط. "كان النمو المتوقع لعشر سنوات اعتبارًا من عام 2014 لهندسة برمجيات الحاسوب 17٪، وكان هناك ما مجموعه 111,400 وظيفة في نفس العام.
هذا الانخفاض من 2012 إلى 2022 تقدير إحصاءات العمل (BLS) 22 ٪ لمطوري البرمجيات. ومزيد من التراجع عن تقديرات 30٪ 2010 إلى 2020 BLS. بالإضافة إلى ذلك، تضيف المخاوف المتزايدة من الأمن السيبراني إلى وضع هندسة برمجيات الحاسوب بأنه أعلى من معدل الزيادة في جميع المجالات. ومع ذلك، سيتم الاستعانة بمصادر خارجية للعمل في بلدان أجنبية. ونتيجة لذلك، لن يكون نمو الوظائف بالسرعة التي كانت عليه خلال العقد الماضي، حيث أن الوظائف التي كانت ستذهب إلى مهندسي برمجيات الحاسوب في الولايات المتحدة سوف تذهب بدلاً من ذلك إلى مهندسي هندسة برمجيات الحاسوب في دول مثل الهند.
 بالإضافة إلى ذلك، فإن برنامج BLS في توقعات المبرمجين، 2014-2024 له −8٪ (وهو انخفاض بكلماتهم) بالنسبة لأولئك الذين يقومون ببرمجة أجهزة الحاسوب (أي الأنظمة المضمنة) الذين ليسوا من مطوري تطبيقات الحاسوب.

## التخصصات
هناك العديد من المجالات المتخصصة في مجال هندسة الحاسوب.

### الترميز، التشفير، وحماية المعلومات
يعمل مهندسو الحاسوب في الترميز، والتشفير، وحماية المعلومات لتطوير أساليب جديدة في حماية المعلومات المختلفة، مثل الصور الرقمية والموسيقى، والتجزئة، وانتهاك حقوق النشر وغيرها من أشكال العبث. تشمل الأمثلة عليها العمل على الاتصالات اللاسلكية، وأنظمة الهوائيات المتعددة، والإرسال البصري، والعلامة المائية الرقمية.

### الاتصالات والشبكات اللاسلكية
هي التي تركز على الاتصالات والشبكات اللاسلكية، وتقدم العمل في أنظمة وشبكات الاتصالات (وخاصة الشبكات اللاسلكية)، والتشكيل والتحكم في الأخطاء، ونظرية المعلومات. ويعتبر تصميم الشبكة عالي السرعة، وإلغاء التداخل والتشكيل، وتصميم وتحليل النظام تحمل الأخطاء، ومخططات التخزين والنقل جزءًا من هذا التخصص.

### المحولات وأنظمة التشغيل
هذا التخصص يركز على تصميم المحولات وأنظمة التشغيل والتطوير. يقوم المهندسون في هذا المجال بتطوير بنية نظام تشغيل جديدة، وتقنيات تحليل البرامج، وتقنيات جديدة لضمان الجودة. تتضمن أمثلة العمل في هذا المجال على تطوير خوارزمية تحويل الكود في وقت ما بعد الارتباط وتطوير نظام التشغيل الجديد.

### علوم وهندسة الحاسوب
علوم وهندسة الحاسوب هي نظام جديد نسبيًا. وفقاً لمركز سلون كيرر للحجر، الأفراد العاملين في هذا المجال، «يتم تطبيق الأساليب الحسابية على صياغة وحل المشكلات الرياضية المعقدة في الهندسة والعلوم الفيزيائية والاجتماعية. ومن الأمثلة على ذلك تصميم الطائرات، ومعالجة البلازما لخصائص النانومتر في رقائق أشباه الموصلات، تصميم الدوائر VLSI، أنظمة الكشف عن الرادار، النقل الأيوني من خلال القنوات البيولوجية، وأكثر من ذلك بكثير».

### شبكات الحاسوب والحوسبة المتنقلة والأنظمة الموزعة
في هذا التخصص، يقوم المهندسون ببناء بيئات متكاملة للحوسبة والاتصالات والوصول إلى المعلومات. ومن الأمثلة على ذلك الشبكات اللاسلكية ذات القنوات المشتركة، وإدارة الموارد التكيفية في مختلف الأنظمة، وتحسين جودة الخدمة في البيئات المتنقلة وATM. وتشمل بعض الأمثلة الأخرى العمل على أنظمة الشبكات اللاسلكية وأنظمة إيثرنت السلكية السريعة.

### أنظمة الكمبيوتر: الهندسة المعمارية، المعالجة المتوازية، والاعتمادية
يعمل المهندسون العاملون في أنظمة الحاسوب على مشاريع بحثية تسمح بأنظمة حاسوب موثوقة وآمنة وعالية الأداء. يتم تضمين مشاريع مثل تصميم معالجات متعددة مؤشرات الترابط والمعالجة المتوازية في هذا المجال. وتشمل الأمثلة الأخرى للعمل في هذا المجال تطوير نظريات وخوارزميات وغيرها من الأدوات الجديدة التي تضيف الأداء إلى أنظمة الحاسوب.
تتضمن بنية الحاسوب تصميم وحدة المعالجة المركزية وتخطيط التسلسل الهرمي لذاكرة التخزين المؤقت وتنظيم الذاكرة وموازنة الحمل.

### الرؤية الحاسوبية والروبوتية
في هذا التخصص، يركز مهندسو الحاسوب على تطوير تقنية الاستشعار البصري لإحساس البيئة، وتمثيل البيئة، والتلاعب بالبيئة. ثم يتم تنفيذ المعلومات المجمعة التي تم جمعها لتنفيذ مجموعة متنوعة من المهام. وتشمل هذه النماذج، النمذجة البشرية المحسنة، واتصال الصور، والواجهات بين الإنسان والحاسوب، وكذلك الأجهزة مثل الكاميرات ذات الأغراض الخاصة مع أجهزة استشعار الرؤية المتعددة.

### الأنظمة المدمجة

أمثلة على الأجهزة التي تستخدم أنظمة مضمنة

يقوم الأفراد الذين يعملون في هذا المجال بتصميم تقنية لتحسين سرعة وموثوقية وأداء الأنظمة. تم العثور على أنظمة مدمجة في العديد من الأجهزة من راديو FM صغير. وفقًا لمركز سلون كورنرستون الوظيفي، فإن التطورات المستمرة في الأنظمة المدمجة تشمل «السيارات الآلية والمعدات اللازمة لإجراء عمليات البحث والإنقاذ، وأنظمة النقل الآلي، والتنسيق بين الإنسان والروبوت لإصلاح المعدات في الفضاء». اعتبارًا من عام 2018، تم دمج الحاسوب وتشمل تخصصات هندسة الحاسوب تصميم منظومة على رقاقة، والهندسة المعمارية للحوسبة الحافة وإنترنت الأشياء.

### الدوائر المتكاملة، تصميم دارة التكامل الفائق (VLSI)، الاختبار وCAD
يتطلب هذا التخصص في هندسة الحاسوب معرفة كافية بالالكترونيات والأنظمة الكهربائية. يعمل المهندسون العاملون في هذا المجال على تعزيز السرعة والاعتمادية وكفاءة الطاقة في الجيل الجديد من الدوائر المتكاملة (VLSI) المتكاملة والأنظمة الدقيقة. مثال على هذا التخصص هو العمل المنجز للحد من استهلاك الطاقة لخوارزميات وهندسة VLSI.

### معالجة الإشارة والصورة والكلام
يقوم مهندسو الحاسوب في هذا المجال بإدخال تحسينات على التفاعل بين الإنسان والحاسوب، بما في ذلك التعرف على الكلام والتوليف، والتصوير الطبي والعلمي، أو أنظمة الاتصالات. وتشمل الأعمال الأخرى في هذا المجال تطوير الرؤية الحاسوبية مثل التعرف على ملامح الوجه البشرية.